# The Kabocha Wine
The Pumpkin Wine (яп. Theかぼちゃワイン Каботя Ваин, «Тыквенное вино») — японская манга, автором и иллюстратором которой является Мицуру Миура. Манга публиковалась издательством Kodansha в журнале Weekly Shōnen Magazine с 1981 по 1984 год и получила премию премию манги Коданся, как лучшее сёнэн-произведение года.
Короткое продолжение к манге The Kabocha Wine - Sequel (яп. The かぼちゃワイン sequel «Тыквенное вино — продолжение») было опубликовано издательством Seirindo 15 октября 2006 года. Третья часть манги The Kabocha Wine - Another (яп. The♥かぼちゃワインAnother Тыквенное вино - другое) публиковалась издательством Akita Shoten с 2007 по 2009 год.
По мотивам манги студией Toei Animation был выпущен аниме-сериал в 95 серий. 14 июля 1984 года студией Toei Animation было выпущено продолжение — короткометражный мультфильм под названием The Kabocha Wine: Nita no Aijou Monogatari (яп. Ｔｈｅかぼちゃワイン ニタの愛情物語 Тыквенное вино: Любовная история Ниты).
26 октября 2007 года киностудия wint выпустила на DVD полнометражный фильм, созданный по мотивам третьей части манги. Режиссёр фильма — Хитоси Исикава, в главных ролях выступала японская поп-певица Ёко Кумада.

## Сюжет
Студент с маленьким ростом по имени Аобу Сюнсукэ переводится в новую «школу света», и в первый же день встречает красивую и пышную девушку по имени Асаока Нацуми или просто Эру, которая оказалась гораздо выше его и сразу же влюбляется в парня. Сначала Сюнсукэ избегал девушку, считая её слишком высокой для себя. Его мать держит магазин женской одежды и нуждается в рабочих руках. Эру решает помочь в семейном бизнесе и так начинается длинная романтическая история Аобу и Эру.

### Персонажи
Сюнсукэ Аоба (яп. 青葉春助)
Главный герой истории. Очень низкий для своего возраста. Однако это не мешает ему постоять за себя. В частности он подрался с председателем клуба спортивной команды, который в 2 раза выше него и даже не боится школьного учителя по прозвищу «Железный штырь», известного особой свирепостью. Одновременно очень неловок в отношениях с девушками.
Нацуми Асаока (яп. 朝丘夏美)
Ровесница Аобы, но наоборот очень высокая для своего возраста. Из-за роста и крупного тела получила прозвище «L» (Эру). Влюбляется в Аобу с первого взгляда.

## Роли озвучивали
- Тосио Фурукава — Сюнсукэ Аоба
- Кэйко Ёкодзава — Нацуми Асаока (Эру)
- Хироси Отакэ — Монта Акай (начальник)
- Хироми Цуру — Кандзаки
- Сандзи Хасэ — Кадзуо Цуруй
- Масахару Сато — Кинта Камэяма
- Ёку Сиоя — Котаро Хаякава
- Сэйко Накано — Сэйко
- Эйко Ямада — Кодзуэ
- Кёко Тонгу — Мако
- Томико Судзуки — Мадока
- Эйко Масуяма — Комати
- Бандзё Гинга — Тэцуо Канэкодзи (Дэккин)

## Манга
Третья часть манги публиковалась издательством Akita Shoten. В апреле 2009 года были опубликованы 6 томов манги.
| № | Дата публикации      | ISBN                   |
| - | -------------------- | ---------------------- |
| 1 | 20 июня 2007 года    | ISBN 978-4-253-25091-7 |
| 2 | 20 декабря 2007 года | ISBN 978-4-253-25092-4 |
| 3 | 18 апреля 2008 года  | ISBN 978-4-253-25093-1 |
| 4 | 20 августа 2008 года | ISBN 978-4-253-25094-8 |
| 5 | 20 января 2009 года  | ISBN 978-4-253-25095-5 |

## Аниме
Аниме сериал был выпущен студией Toei Animation. 95 серий транслировались по телеканалу TV Asahi с 5 июля 1982 года по 27 августа 1984 года. Сериал также транслировался на территории Франции по телеканалам Mangas и TF1. и Италии по телеканалам Europa 7 и Italia 7.
Открытие к аниме «L wa Lovely» (яп. Ｌはラブリー Эру Ва Рабурии) исполняет Кумико Каори, первую концовку «The Nature of Aoba Shunsuke» (яп. 青葉春介、ザ・根性 Аоба Сюнсукэ Кондзё) исполняет Тосио Фурукава, а вторую концовку — «Pumpkin Night» исполняют Тосио Фурукава и Кэйко Ёкодзава.
27 сентября и 29 ноября 2006 года сериал был выпущен на DVD, всего было выпущено 16 изданий по 6 серий в каждой.